# Самуэльссон, Бенгт
Бенгт Ингемар Самуэльссон (швед. Bengt Ingemar Samuelsson; 21 мая 1934, Хальмстад, Швеция — 5 июля 2024, Мёлле) — шведский биохимик. Исследуя метаболизм холестерина и продукты трансформации арахидоновой кислоты, Самуэльссон открыл и охарактеризовал среди этих продуктов такие важные компоненты, как простагландины, тромбоксаны и лейкотриены.
Лауреат Нобелевской премии по физиологии и медицине (1982) «за открытия, касающиеся простагландинов и близких к ним биологически активных веществ» с Суне Бергстрёмом и Джоном Вейном.

## Ранние годы жизни
Бенгт Самуэльссон родился в шведском портовом городе Хальмстаде. Его родителей звали Кристина и Андерс Самуэльссон. По окончании местной школы поступил в медицинский колледж Лундского университета, где стал работать в исследовательской лаборатории Суне Бергстрёма, профессора физиологической химии. В 1958 году Самуэльссон вместе с исследовательской группой Бергстрёма перешел в Каролинский институт в Стокгольме, где активно изучал медицину и биохимию.

## Научная и профессиональная деятельность
В 1960 году он защитил диссертацию и получил степень доктора медицинских наук. В следующем году он был назначен ассистент-профессором медицинской химии в Каролинском институте. С 1961 по 1962 годы работал научным сотрудником на кафедре химии Гарвардского университета в лаборатории Элайаса Джеймса Кори, изучая теоретическую химию и синтез органических соединений.
В 1962 году Самуэльссон вернулся в Каролинский институт и вновь начал работать вместе с Бергстрёмом, который тогда начинал изучение группы биологически активных соединений, называемых простагландинами (впервые эти соединения были открыты гинекологами из колледжа врачей и хирургов Колумбийского университета в 1930 году). Бергстрём получил простагландины от Эйлера, обнаружившего их в семенной жидкости овцы. Работая с Бергстрёмом, Самуэльссон изучал выработку простагландинов в живых организмах. Через два года после начала работы они установили, что простагландины образуются из арахидоновой кислоты — ненасыщенной жирной кислоты, содержащейся в некоторых мясных и растительных продуктах. В течение следующих нескольких лет исследователи обнаружили, что арахидоновая кислота под действием особого фермента превращается сначала в так называемые эндопероксиды и от одного из этих веществ в дальнейшем образуются простагландины. Далее Самуэльссон установил, что арахидоновая кислота и ферментативные системы образования простагландинов присутствуют во всех ядерных клетках животных. При этом разные клетки образуют различные простагландины, а последние, в свою очередь, выполняют неодинаковые биологические функции.
Открытия Бергстрёма и Самуэльссона дали толчок целому ряду исследований биологических функций простагландинов, начатых в Каролинском институте. Оказалось, что простагландины группы Е вызывают снижение тонуса стенок кровеносных сосудов и понижение артериального давления, то есть могут быть полезными веществами для лечения больных с некоторыми сердечно-сосудистыми заболеваниями. Кроме того, эти простагландины предохраняют слизистую оболочку желудка от образования язв, а также при приеме аспирина и других лекарств. Простагландины группы F вызывают сокращение гладкомышечных волокон стенки кровеносных сосудов и повышение артериального давления, а также сокращения матки и поэтому некоторые гинекологи стали использовать их при искусственном прерывании беременности.
С 1967 по 1972 год Самуэльссон работал в должности профессора медицинской химии в Стокгольмском королевском ветеринарном колледже. В течение следующих 10 лет он был профессором химии и заведующим кафедрой химии Каролинского института и одновременно продолжал исследования в области биохимии эндопероксидов и их производных.
В начале 1970-х годов Самуэльссон обнаружил, что в тромбоцитах один из эндопероксидов превращается в вещество, которое он назвал тромбоксаном. Также учёный установил роль тромбоксана в процессе свёртывания. Так сформировалось научное обоснование терапевтического действия аспирина у больных с высоким риском инфаркта миокарда.
В середине 1970-х годов он установил, что в лейкоцитах арахидоновая кислота под воздействием другого фермента превращается в вещества, которые он назвал лейкотриенами. Лейкотриены провоцируют приступы бронхиальной астмы и развитие анафилаксии, под действием одного из лейкотриенов лейкоциты лучше взаимодействуют с повреждёнными или воспалёнными тканями, они поглощают и разрушают продукты распада этих тканей.
В 1976 году Самуэльссон работал приглашенным профессором Гарвардского университета, а в следующем году — Массачусетского технологического института. В течение следующих пяти лет он был деканом медицинского факультета Каролинского института.

## Нобелевская премия
В 1982 году Самуэльссон совместно с Бергстрёмом и Джоном Вейном получил Нобелевскую премию по физиологии и медицине за «открытия, касающиеся простагландинов и связанных с ними биологически активных веществ».
В поздравительной речи учёный из Каролинского института Бенгт Пернов отметил: «Если Бергстрём впервые изолировал простагландины и показал, что они являются элементами целой физиологической системы, то Самуэльссон не только выделил и установил структуру некоторых важнейших компонентов этой системы, но и установил взаимосвязи между её различными компонентами».

## Дальнейшая деятельность
В год получения Нобелевской премии Самуэльссон был назначен ректором Каролинского института. Он был избран членом Шведской королевской академии наук и иностранным членом Американской академии наук и искусств.
Умер 5 июля 2024 года в Мёлле в возрасте 90 лет.

## Прочие награды и премии
- Премия Андерса Яре по медицине[норв.], присуждаемая университетом Осло (1970)
- Премия Луизы Гросс Хорвиц Колумбийского университета (1975)
- Премия Альберта Ласкера за фундаментальные медицинские исследования (1977)
- Медаль Бара Хольберга[швед.] Шведского химического общества[швед.] (1982)

## Личная жизнь
Бенгт Самуэльссон был женат на Карин Бергстен Самуэльссон. Две дочери: Элизабет и Астрид Самуэльссон.
Похоронен 5 августа 2024 года на Южном еврейском кладбище в Стокгольме (Södra judiska begravningsplatsen i Stockholm)

## Общественная деятельность
В 2016 году подписал письмо с призывом к Greenpeace, Организации Объединённых Наций и правительствам всего мира прекратить борьбу с генетически модифицированными организмами (ГМО).